# Flurgraben (Ihlower Graben)
Der Flurgaben ist ein Meliorationsgraben und orographisch linker Zufluss des Ihlower Grabens auf der Gemarkung der Gemeinde Niederer Fläming im Landkreis Teltow-Fläming in Brandenburg. Der Graben beginnt auf einer landwirtschaftlich genutzten Fläche, die nördlich der Wohnbebauung des Ortsteils Wiepersdorf liegt. Von dort verläuft er vorzugsweise in südöstlicher Richtung durch den Dorfkern und anschließend in die Wiepersdorfer Heide. Er verläuft östlich des Großen Sees weiter in südöstlicher Richtung und durchquert eine Niederungsfläche. Anschließend schwenkt er in westlicher Richtung; von Norden führt ein weiterer Strang zu. Der Graben verläuft anschließend in südöstlicher Richtung und entwässert nördlich des Ortsteils Herbersdorf in den Ihlower Graben.